# Thereza Simões
Thereza Simões (Rio de Janeiro, 1941), com nome completo Maria Thereza Simões Correia Jabor, é uma artista visual desenhista, pintora e escultora e uma das pioneiras da arte conceitual no Brasil, durante o final dos anos 1960 e o início da década de 1970, momento em que o país vivia a Ditadura Militar (1964-1985).
Thereza integrou a primeira geração de artistas conceituais brasileiros, que despontou com o Salão da Bússola – realizado em 1969, no Museu de Arte Moderna do Rio de Janeiro – e foi composta por nomes como: Cildo Meireles, Luiz Alphonsus, Guilherme Vaz, António Manuel e Artur Barrio.
A artista também participou da coletiva “Do corpo à terra” organizada pelo crítico e curador Frederico Morais, em abril de 1970, no Parque Municipal de Belo Horizonte, em Minas Gerais no qual também participaram a artista Lotus Lobo, além de Hélio Oiticica, Cildo Meireles, entre outros.

## Exposições
- 1965 – 17 Jovens artistas do Rio (Galeria Candido Portinari. Porto Alegre, RS)
- 1966 – 15º Salão de Arte Moderna
- 1966 – Opinião 66 (Museu de Arte Moderna do Rio de Janeiro)
- 1667 – Nova Objetividade Brasileira(Museu de Arte Moderna do Rio de Janeiro)
- 1968 – 17º Salão Nacional de Arte Moderna (
- 1969 – Salão da Bússola
- 1970 – Objeto e participação (Belo Horizonte, MG)
- 1970 – Do Corpo à Terra ( Belo Horizonte, MG)
- 1970 – Agnus Dei (Rio de Janeiro, RJ)
- 1984 – Coleção Gilberto Chateaubriand: retrato e auto-retrato da arte brasileira
- 1985 – Uma Luz sobre a Cidade (Niterói, RJ)
- 1986 – Depoimento de uma Geração: 1969-1970
- 1993 – Anos 60/70: Coleção Gilberto Chateubriand (Museu de Arte Moderna do Rio de Janeiro)
- 2001 – Do Corpo à Terra: um marco radical na arte brasileira (Belo Horizonte, MG)
- 2002 – Caminhos do Contemporâneo: 1952/2002
- 2002 – Arara Bororó: pinturas
- 2007 – Arte como questão: anos 70 (Instituto Tomie Ohtake, São Paulo)
- 2008 – Neovanguardas (Museu de Arte da Pampulha (MAP)[1]